# Sunrise Drive
La Sunrise Drive (antes llamada Chivington Drive) es una calle en Longmont, Colorado, al oeste de Estados Unidos que fue llamada en 1977 en honor del coronel John Chivington el líder responsable de la masacre de Sand Creek de 1864. Sin embargo el nombre desató una polémica, surguiendo propuestas para cambiar su nombre que llegaron al Consejo de la Ciudad de Longmont tres veces durante un período de más de dos décadas. Finalmente, un grupo llamado los "Ciudadanos de Longmont por la Justicia y la Democracia" asumieron la campaña para la eliminación del nombre de Chivington.
El 28 de diciembre de 2004, el Consejo de la Ciudad de Longmont votó a favor de sustituir el nombre de la calle. El 28 de marzo de 2005, la calle pasó a llamarse oficialmente Sunrise Drive y nuevos signos fueron erigidos.